# Stuðmenn
A Stuðmenn egy izlandi együttes.

## Története
A reykjavíki Menntaskólinn Hamrahlið nevű iskolában alakultak.  Az első lemezük, a Sumar á Sýrlandi hatalmas sikert aratott 1975-ben. Kritikusok az izlandi zene egyik mérföldkövének nevezték a zenekart.[forrás?] Második albumuk, a Tívoli megjelenése után készítettek egy zenés vígjátékot Með allt á hreinu címmel. 1984-ben, a Kókóstré og Hvítir Mávar című filmjük népszerűsítő turnéja alkalmával Ringo Starr is csatlakozott a zenekarhoz mint vendégzenész. 1986-ban a Stuðmenn kapott egy felkérést a kínai kormánytól egy turnéra, ahol tizenkét különböző városban is színpadra léptek, kitörő sikerrel.
Később Egill Ólafsson szólókarrierbe kezdett, színdarabokban is szerepelt, majd 1999-ben az év énekesévé választották. 2001-ben megjelent egy könyvük Í bláum skugga címmel mely koncertfotók mellett az összes daluk szövegét is tartalmazza. 2002-ben Németországban 35000 fős közönség előtt adtak köncertet, majd az év októberében az Izlandi Nemzeti Színházban is felléptek. 2003-ban és 2004-ben Németországban és Oroszországban turnéztak, majd megjelent első nemzetközi piacra készült CD-jük, a Six Geysirs & a Bird. 2004 decemberében bemutatták Í tákt við tímann c. filmjüket.

## Tagjai
- Jakob Magnússon (billentyűs hangszerek, vokál),
- Valgeir Guðjónsson (gitár, vokál 1969-89),
- Ragnar Daníelsson (1969-70),
- Gylfi Kristinsson (1969-70),
- Hilmir Ágústsson (1970),
- Þórður Árnason (gitár, 1970, 1975-jelenleg),
- Tómas Tómasson (basszus, 1975-jelenleg),
- Egill Ólafsson (vokál, 1975-jelenleg),
- Sigurður Bjóla Garðarsson (vokál, gitár, ütős hangszerek, 1975-76),
- Árni Vilhjálmsson (dob, 1975),
- Sigurður Karlsson (dob, 1976),
- Ragnar Sigurjónsson (dob, 1976-77),
- Ragnhildur Gísladóttir (vokál, 1984-2005),
- Ásgeir Óskarsson (dob, 1981-jelenleg),
- Hildur Vala (vokál, 2005)
- Eyþór Gunnarsson

## Lemezeik
- Sumar á Sýrlandi (1975)
- Tívolí (1976)
- Með allt á hreinu (1982)
- Tórt verður til trallsins (1983)
- Grái fiðringurinn (1983)
- Kókostré og hvítir mávar (1985)
- Í góðu geimi (1985)
- Strax (1987)
- Á gæsaveiðum (1987)
- Listin að lifa (1989)
- Hve glöð er vor æska (1990)
- Stuðmenn (1993)
- Ærlegt sumarfrí (1997)
- Hvílík þjóð (1998)
- EP+ (1998)
- Íslenskir karlmenn (1998)
- Í bláum skugga (2000)
- Tvöfalda bítið (2001)
- Á stóra sviðinu (2002)
- Á Hlíðarenda (2003)
- 6 geysers & a bird (2004)
- Í takt við tímann (2004)
- Tapað fundið (2006)

## Filmek
- Með allt á hreinu (1982)
- Hvítir Mávar (1985)
- Í tákt við tímann (2004)

## Külső hivatkozások
- Hivatalos honlap Archiválva 2018. március 7-i dátummal a Wayback Machine-ben
- Rajongói oldal
- Stuðmenn - IcelandicMusic.com
- Stuðmenn - IMDB